# Заки-хан Зенд
Заки-хан Зенд (перс. زکی‌خان زند‎; ? — 6 июня 1779 года) — иранский военачальник и претендент на шахский трон. Член иранской династии Зендов, Заки-хан, хотя и не стал правителем Ирана, сумел осуществить власть над страной в течение трех месяцев между смертью своего сводного брата Керим-хана 2 марта 1779 года и собственной жестокой смертью.

## Происхождение и ранние годы
Заки-хан родился в курдском племени Зенд, которое было изгнано Надир-шахом со своих исконных земель близ Хамадана, в центральном иранском регионе Луристан, и поселилось в Северном Хорасане. После смерти Надир-шаха в 1747 году Зенды вернулись в Луристан, и их лидеру Керим-хану удалось получить огромную политическую власть, взяв под свой контроль Исфахан в 1750 году, где они установили марионеточного несовершеннолетнего шаха Исмаила III. Керим-хан Зенд никогда не носил титула шаха, но к нему обращались как к «вакилю» (наместнику) , еще будучи правителем большей части Центрального и Западного Ирана. Заки-хан был двоюродным братом Керим-хана: он был его двоюродным братом по отцу и сводным братом по матери. Судьба Заки-хана последовала за судьбой его сводного брата и защитника, и он считался одним из его главных генералов.

## Первое восстание и годы в качестве генерала (1763—1779)
Однако иранские источники отмечают, что Заки-хан Зенд тому времени уже был печально известен своей жестокостью и оппортунизмом. В 1763 году, вернувшись из последнего похода против Азад-хана Афгана в Азербайджан, казалось бы, разочарованный непризнанием правителя, Заки-хан захватил для себя бывшую столицу Сефевидов Исфахан и безжалостно эксплуатировал его население. Узнав об этих поборах, Керим-хан лично двинулся на Исфахан. Заки-хан бежал от него в Дезфул, в Хузистан, по пути набирая воинов Бахтиари, а затем вступая в союз с мятежным губернатором Дезфула. После года безуспешных боев и переговоров мятежник Заки-хан в конце концов попросил пощады у своего брата и получил её.
В течение следующих пятнадцати лет Заки-хан оставался одним из главных генералов Керим-хана. Он возглавил войска для покорения княжеств на побережье Персидского залива, главной из которых была морская экспедиция против Омана в 1773 году, закончившаяся полным провалом и позором Заки-хана. Два года спустя, однако, он был назначен карательной экспедицией против крепости каджаров Мазандарана, на Каспийском море. Там он преуспел и оставил репутацию жестокого террориста.

## Три месяца власти
Заки-хан был главным участником борьбы за политическую власть, последовавшей за смертью Керим-хана 2 марта 1779 года. Керим-хан Зенд умер естественной смертью после продолжительной болезни, поэтому Заки-хан, как и многие другие, не был застигнут врасплох. В предыдущие годы ему удалось выдать свою дочь замуж за Мухаммеда Али-хана, второго сына Керим-хана, который был еще ребенком. К моменту смерти Керим-хана он был логически во главе фракции, настаивающей на провозглашении Мухаммеда Али номинальным правителем. Старший сын, Абул Фатх-хан Зенд, которому было всего 13 лет, также имел сторонников среди главных членов правящей семьи. Однако, как только Керим-хан был мертв, Заки-хан приказал убить большинство из них, а Абул Фатх был заключен в тюрьму. Из сторонников Абул Фатха только Садек-хан Зенд сумел бежать из столицы Шираза. Мухаммед Али-хан Зенд был провозглашен номинальным правителем, а Заки-хан — регентом с полной властью над государством. Но мать детей вступилась за Абул Фатха, и Заки-хану, чтобы заручиться ее поддержкой, пришлось согласиться с тем, что оба сына Керим-хана будут облечены высшей честью.
Правление Садек-хана оспаривалось с самого начала. Во-первых, каджарский принц Ага Мухаммад-хан, которого Керим-хан держал в заложниках в Ширазе, чтобы предотвратить дальнейшие восстания своего могущественного северного клана, бежал и направился в свою крепость. Чтобы поймать его, Заки-хан послал своего племянника Али Мурад-хана. Однако, как только он достиг Исфахана, Али Мурад-хан поднял мятеж против своего дяди и присягнул на верность Абул Фатх-хану. Садек-хан собирал армию на юго-востоке с аналогичной целью. Заки-хан решил сначала разобраться с Али Мурад-ханом и повел армию к Исфахану.

## Смерть и наследие
По пути в Исфахан Заки-хан совершил зверства в поселении Изед-Хаст. Но на этот раз он зашел так далеко, что даже его собственные люди были шокированы. Группа вождей племен в конце концов убила его, когда он отдыхал в своей палатке в деревне Изед-Хаст. После его устранения война продолжалась между Садек-ханом и Али Мурад-ханом, которые оба претендовали на трон в последующие годы.
Его младший сын Акбар-хан Зенд (+ 1782), которого он оставил во главе Шираза, пытался продолжить карьеру и амбиции своего отца после смерти Заки-хана, но был ослеплен и убит в 1782 году своим двоюродным братом, будущим шахом Джафар-ханом.